# Kemuning Jaya
Kemuning Jaya is een bestuurslaag in het regentschap Ogan Komering Ulu van de provincie Zuid-Sumatra, Indonesië. Kemuning Jaya telt 1396 inwoners (volkstelling 2010).